# 本質主義
本質主義（ほんしつしゅぎ、英: essentialism）とは、本質（事物の変化しない核心部分）を自立的な実体、客体的な実在物であるとみなした上で、個別の事物は必ずその本質を有し、それによってその内実を規定されている、という考えをいう。
さらに具体的に、社会科学や政治的な議論において、一定の集団やカテゴリーに、超時間的で固定的な本質を想定する立場を指していうことが多い。
事物とその本質との関係は客観的で固定的なものであり、個物は本質の派生物、あるいは複製としての側面を持つものとみなされる。
また、すくなくとも論理的な順序としては、本質が現実存在に先立つものとされ、本質が現実存在から事後的に抽出・構成されるとは考えない。事物とその本質との関係はアプリオリなものであるから、事物が現実に存在する文脈からは独立しており、その事物がその事物である限り、その本質は同一不変であるとみなされる。

## 概要
本質主義においては、もののありようは、この必然的かつ恒常的な要素である本質によって決定されるものだと考えられ、そのものを理解し、記述する上では、これらの特定の属性や要素のみが特権的な考慮の対象となり、「非本質的」要素は偶発（アクシデンタル=偶有・偶然）的なものとして軽視、あるいは無視される。
本質主義の想定においては、対象の属性は、本来的な（そしてしばしば理想的な、真の）属性、要素である本質と、その本質を覆い隠し、汚染する付帯的な要素によって階層的かつ二極的に理解される。（このもっとも古典的な範例がイデア論である）
社会科学における社会構築主義との対比でいえば、本質主義は、社会的経験を構成する諸々の事物、カテゴリー（のうち少なくとも一定の基本的なもの）には、特定の社会や時代、特定の社会的状況・文脈を越えた本質が存在し、社会状況によって本質以外の部分の変化はありうるものの、その本質は不変であるのであって、またそうした事物は社会によって構成されたものではなく、自体的な実在性をもつ実体である、とみなす考え方である。（これは、社会を分析するにあたって社会を外から独立項として規定する実体を仮定できなければ、分析が恣意的になりすぎるという構築主義への批判と関連する。）
本質主義は、固定的な本質の存在や、本質によって事物が基礎的に規定されるという考えを否定する、非本質主義(non-essentialism)と対立する。非本質主義や相対主義の立場からは、本質や必然的な共通要素は、対象が、その対象として選別・分類される際に機能している実効的な分類・選別行為によって、事後的に規定されるものであるとみなされる。この場合、選別・同定行為は、想定された本質や典型的な既存の事例によって制約を受けるものの、それだけでは分類基準は十全には規定されず、分類や選別行為そのものが規則や想定された本質を定立する機能を持つ。（ウィトゲンシュタインのルールに適用に関する無限後退の議論を参照のこと。ルールの適用のためのルールという形で、どこかで十全にルールには規定されない飛躍が、ルールの実行には介在せざるを得ない）すなわち、中心は境界（ボーダー）によって決定される。
これに対し、伝統的な強い本質主義の場合、本質は、単なる共通要素や、分類基準ではなく、存在論的な決定要因である。したがって、この場合は、中心によって境界（ボーダー）が決定される。いいかえればこの場合、外延的な分類基準は、本質によって決定され、その正しさ、正確さが本質を基準として判断されることになる。
本質とは、必然性だけではなく、中核的な規定要因であるという含意、あるいはさらにすすんで「本来の・あるべき」という価値判断をともなう概念であり、定義によって導入されたカテゴリーならばともかく、日常言語に於ける経験的な範疇（「女性」「日本人」「田舎」等）において、一定の選び出された一般的共通要素のセットを本質として提示する行為は、ほぼ必然的に、政治的・思想的な含意を強く持たざるを得ない。
本質は、対象の同定のされ方や切り取られ方、グルーピングによって左右されないという想定は重要である。本質主義においては、本質とされる特性の集合は、実在的な対象自体の属性の階層性・秩序を反映していなければならない。（すなわち、本質的属性・非本質的属性の間の差異が、認識から独立して対象の側に実在していなければならない）原則として、本質主義の立場からは、本質は意味分析によって導かれる操作的な概念ではなく、何らかの実在的な実体を持つ存在である。

## 実存主義と本質主義
古典的ヒューマニズムは人間の本質主義的概念を前提にしている。すなわち、永遠で不変の人間性(human nature)というものの存在が信じられているということである。人間性・人間らしさというものが、人間の本質として存在し、それが個別の人間において、汚染されたり、曇りなく現れたり、覆い隠されたりするが、その存在自体と、それがどういうものであるかということ自体は、不変かつ疑いの余地がない、とみなされてきた。
この視点は、マルクス、ニーチェ、サルトル、シュティルナーなど多くの近代の実存主義的な思想家によって批判されてきた。実存主義者は、実存（現実の存在）がまずあり、その本質は、そのあとに、その実存（この文脈では、原則として行為主体、すなわち人間主体である）の実践によって決定される未決定なものであると考えた。

## 政治的・社会的な文脈での議論
本質主義は、現実の存在を、その本質によって脱文脈的に根拠付けられているものとみなす側面を持つため、既存の見方、分担、体制化を擁護するものとみなすことも出来る。そのため、しばしば、とりわけ、60年代以降の多様化した、差異と変化を何らかの意味で肯定する政治的な議論の文脈において、偏見の背景をなしたり、それを強化しているものとして批判されてきた。
しかしまたリベラルな立場からの本質主義批判に対しては、保守的で本質主義的な立場からだけではなく、進歩的な、あるいは左翼的な立場から、抑圧される側の対抗的なアイデンティティの主張まで否定するものであるという批判もなされており、その社会的・政治的な文脈での含意は単純ではない。

## 批判
本質主義に対する批判として重要なものの一つとして、ウィトゲンシュタインの家族的類似性の考えがあげられる。
対象の同定が、一定不変の基準（必要十分条件）によって行われるものであるとするならば（言い替えれば、すべてのメンバーが一定の共通点・内包を共有することによってのみ、同一視されるのであれば）、結果として、一定の事物は一定の最低限の共通点、すなわち本質を有する、ということは必然になる。このような論点からの本質主義の擁護は、一見して反駁困難に感じられる。とりわけ、定義によって語の意味が明確化されているような状況においてはそうである。
しかし、ウィトゲンシュタインは、対象の同定は、推移的に行われうる、と主張した。これは、ものが同一視されるのは（より強い主張としては同一であるためには）全体に渡る共通性は必要ではなく、部分的共通性の連鎖によって全体が結合されていればよい、という考えである。ABとBCがBを共有するがゆえに同一のものとしてグルーピングされたとする。このとき、BCとCDがCゆえに同様に同一のモノとみなされるとする。このとき、ABとCDは何かを共有しているわけではない。このような状況でも、この同一視の推移的な関係によって、ABとCDは、同じ対象（類）としてグルーピングされうる、そして、しばしば現にされている、とウィトゲンシュタインは考えた。（彼が例にあげているのは「ゲーム」である）
またこの論点は固有名による、あるいは時間による同一性が孕む難点とも関連する。多くの場合、固有名による、あるいは時間をまたいでの、ものの同定には、少なくとも意味論的には、同定の基準となる性質というものが含意されていないように見えるからである。参照：スワンプマン、テセウスの船
これに関連して、同定は既存事例との類似性によってなされるが、その際の類似性という基準においては、どの既存例のどの属性（の集合）との同一性によって、同定がなされるかは、その都度異なりうる、という考え方もできる。いいかえればこれは、新しい事例がその集合に属するかの判断は、以前の事例がその集団に属するかどうか判断された際の判断基準によってではなく、現に存在する事例の集合から新たに引き出されるということである。すでに存在する事例のうちの、何をもって典型的属性・要素・典型的事例とするかは、集合の範囲やメンバーを変えることなく変動しうる。それは内包が無限の事例にかかわるものであるのに対し、外延は有限の事例にかかわるものだからである。
ただし、同一の論点にかかわるものであっても、形而上学的な議論と経験的な議論では問題設定がことなるため同一には扱えない面もある。すなわち、本質主義的な論者は、上記のような議論の提示する同定のありかたが人間が現に行っていることだとしても、それは、人間の認識能力が間違っており、あるいは正確ではなく、ものを正しく同定し損なっているにすぎない、と論じうる。本質主義的立場から言えば、同定行為が経験的な現実世界では、つねに必ず推移的な側面を持ち、すべてに渡る共通性を持たないということは、そうした同定行為を間違った、あるいは不正確な同定行為であると判断するような理念的な「正しい」同定とその基準となる本質の存在を排斥するものではないからである。したがって、形而上学的な議論においては、本質主義的同定という理念そのものが矛盾を孕むものであるか、あるいは、必然的に実践不可能なものであるか、あるいは, 日常言語における同定の意味と乖離した人工的なものであるか、といった反論が必要になってくる。
本質主義を批判するためには、同定は必ずしも本質（同じもの）の共有を前提としない、という、たとえば家族的類似性のような議論を行う必要がある。本質主義は、素朴な認識に端を持つものでありながら批判は必ずしも容易ではない。日常的な認識の前提のひとつだからである。